# Bojan Janić
Bojan Janić (serbisch-kyrillisch Бојан Јанић; * 3. November 1982 in Leskovac, Jugoslawien) ist ein serbischer Volleyballspieler.

## Karriere
Janić begann seine Karriere 2002 bei OK Vojvodina. Mit dem Team aus Novi Sad gewann er in der ersten Saison den nationalen Pokal von Serbien und Montenegro. Im gleichen Jahr erreichte er mit der Nationalmannschaft das Endspiel der Weltliga und den dritten Rang im World Cup. Anschließend wechselte der Außenangreifer in die italienische Liga, wo er zunächst für Estense Torri Ferrara und in der folgenden Saison für Tonno Callipo Vibo Valentia spielte. 2005 kam die Nationalmannschaft nach der erneuten Finalteilnahme in der Weltliga bei der Europameisterschaft im eigenen Land auf den dritten Platz. Janić ging für ein Jahr nach Spanien zu Unicaja Almería, ehe er von 2006 bis 2008 bei den italienischen Zweitligisten Codyeco Santa Croce und Marmi Lanza Verona unter Vertrag stand. Bei der EM 2007 wurden die Serben erneut Dritter. 2008 nahmen sie als Weltliga-Finalist am olympischen Turnier in Peking teil, wo das Team mit Janić im Viertelfinale dem späteren Sieger USA unterlag. In der nächsten Saison spielte der Außenangreifer in Polen bei Trefl Sopot und in der Weltliga 2009 wurde Serbien wieder Zweiter. Janić wechselte nach Tschechien zu VK Jaroslavice. 2011 wurde er von Fakel Nowy Urengoi verpflichtet. 2012 spielte er mit Serbien bei den Olympischen Spielen in London.